# آناستازیا شپیلنکو
آناستازیا شپیلنکو (انگلیسی: Anastasiya Shepilenko؛ زادهٔ ۹ اکتبر ۲۰۰۰) اسکی‌باز آلپاین اهل اوکراین است.